# Bolitoglossa equatoriana
Bolitoglossa equatoriana é uma espécie de anfíbio caudado pertencente à família Plethodontidae, sub-família Plethodontinae.